# مجباره
مجباره (به عربی: مجبارة) یک شهرداری در الجزایر است که در استان جلفه واقع شده‌است.
 مجباره  ۱۰٬۳۶۵ نفر جمعیت دارد.